# Wilamowice (gmina w rejencji katowickiej)
Wilamowice (niem. Amtsbezirk Wilmesau) – dawna zbiorowa gmina miejsko-wiejska (Amtsbezirk), funkcjonująca w latach 1940–1945 pod okupacją niemiecką w Polsce. Siedzibą gminy były Wilamowice (Wilmesau).
Gmina Wilamowice (Wilmesau) powstała na obszarze ówczesnego powiatu bielskiego (od 10 października 1939 pod nazwą Landkreis Bielitz), w części powiatu która przed wojną należała do powiatu bialskiego w woj. krakowskim. Landkreis Bielitz należał do rejencji katowickiej w wyodrębnionej ze Śląska 18 stycznia 1941 prowincji Górny Śląsk.
Gminę Wilamowice utworzono 30 listopada 1940 z następujących obszarów:
- zniesionego miasta Wilmesau (Wilamowice);
- gromad Hetschnarowitz (Hecznarowice) i Schreibersdorf (Pisarzowice) ze zniesionej gminy Kęty;
- gromady Altdorf (Stara Wieś) ze zniesionej gminy Bestwina.

Na początku 1945, gmina składała się z czterech gromad (Gemeinden): Altdorf, Hetschnarowitz (Hecznarowice), Schreibersdorf (Pisarzowice) i  Wilmesau (Wilamowice).
Jednostka przetrwała do 1945 roku. Po wojnie zniesiona.
1 stycznia 1951 władze polskie utworzyły w reaktywowanym powiecie oświęcimskim gminę Wilamowice, co było w przybliżeniu odtworzeniem jednostki terytorialnej funkcjonującej podczas wojny.